# Zakynthos (stad)
De stad Zakynthos (Grieks: Ζάκυνθος) is de grootste stad en tevens hoofdplaats van het gelijknamige eiland in de Ionische Zee.
Zakynthos-stad heeft circa 13.000 inwoners (peildatum 2006).
De plaats werd bij een grote aardbeving in 1953 voor bijna 90% verwoest. De herbouw vond plaats naar oude bouwplannen, waardoor de stad grotendeels haar oude gezicht kon behouden. Zakynthos is zodoende een mengeling van oude, gereconstrueerde en aangepaste nieuwbouw geworden.
De haven van Zakynthos is een plek die veel vissersschepen als thuishaven hebben en er wordt van hier uit ook een regelmatige veerdienst met de rest van Griekenland onderhouden. Zante (een veelgebruikte naam voor Zakynthos-stad) heeft een ruime havenpromenade en een van de belangrijkste bouwwerken is de Dionisios Kerk.

## Klimaat

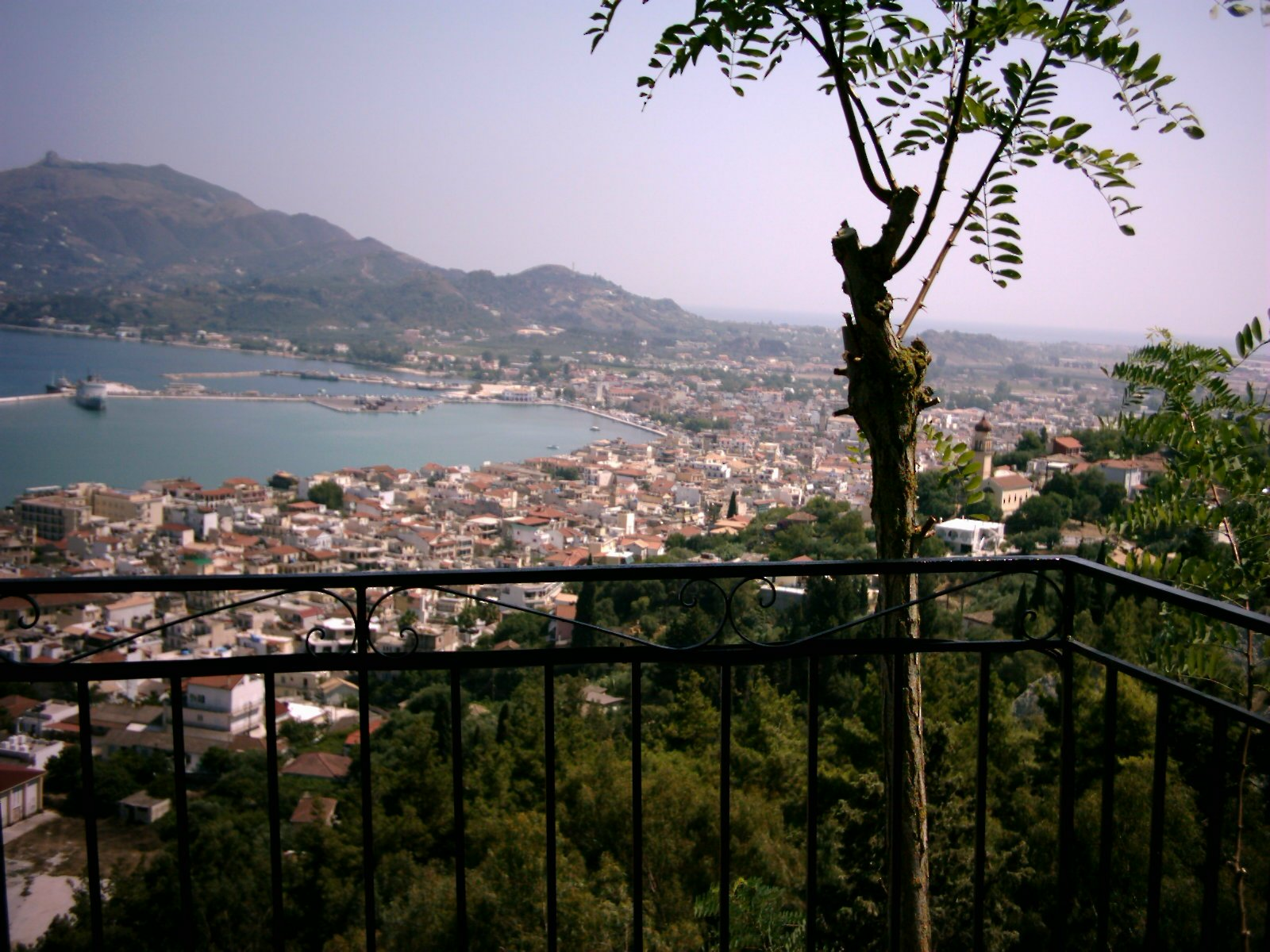
Uitzicht op Zante met haven vanuit het dorpje Bocháli

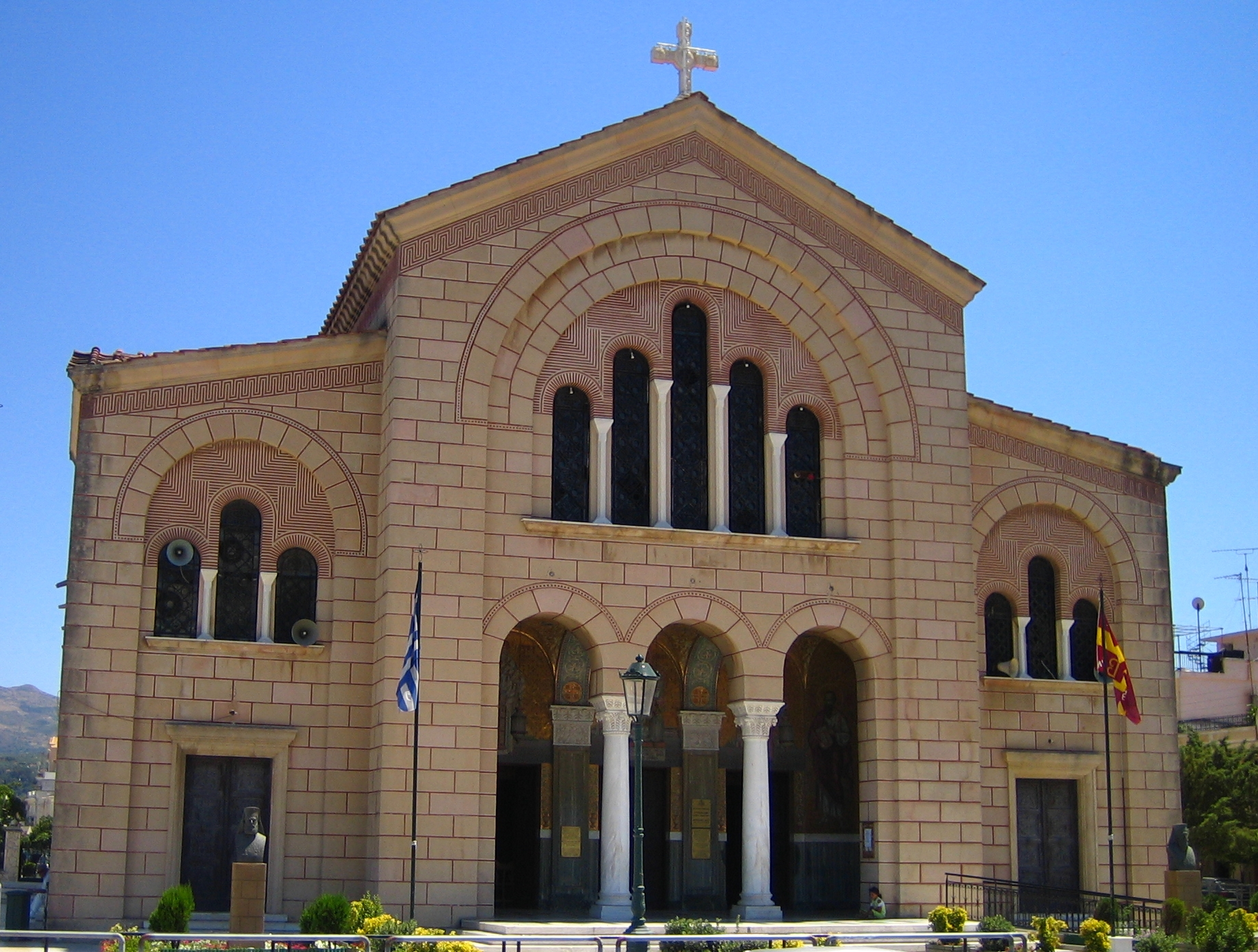
Dionisios Kerk

| Maand                       | jan | feb | mrt | apr | mei | jun | jul | aug | sep | okt | nov | dec | Jaar  |
| --------------------------- | --- | --- | --- | --- | --- | --- | --- | --- | --- | --- | --- | --- | ----- |
| Gemiddeld maximum (°C)      | 15  | 15  | 16  | 18  | 21  | 25  | 28  | 29  | 26  | 23  | 20  | 17  | 21    |
| Gemiddeld minimum (°C)      | 11  | 11  | 12  | 14  | 17  | 20  | 23  | 24  | 22  | 19  | 16  | 13  | 16,8  |
|                             |     |     |     |     |     |     |     |     |     |     |     |     |       |
| Neerslag (mm)               | 145 | 120 | 81  | 40  | 28  | 28  | 6   | 7   | 107 | 167 | 178 | 146 | 1.053 |
| Bron: Het weer in Zakynthos |     |     |     |     |     |     |     |     |     |     |     |     |       |

## Gemeentelijke herindeling (2011)
Zakynthos (Grieks: Ζάκυνθος) is sedert 2011 een fusiegemeente in de Griekse bestuurlijke regio (periferia) Ionische Eilanden.
De zes deelgemeenten (dimotiki enotita) zijn:
- Alykes (Αλυκές)
- Arkadioi (Αρκάδιοι)
- Artemisia (Αρτεμισία)
- Elatia (Ελάτια)
- Laganas (Λαγανάς)
- Zakynthos (Ζάκυνθος)

## Geboren
- Antonio Cagnoli (1743-1816), astronoom en meteoroloog
- Dionysios Solomos (1798-1857), Nieuwgrieks dichter

## Gestorven
- Andreas Vesalius (1514-1564), Zuid-Nederlands anatoom